# إيلين كامبيوني
فرانسيس إلين كامبيون هي امرأة من أونتاريو قتلت طفليها في باري، أونتاريو في 2 أكتوبر / تشرين الأول 2006. جادل المدعون الكنديون بأنها كانت تريد الانتقام من زوجها السابق وكانت تخشى أن يحصل على الحضانة.

## الخلفية والجريمة
نشأت إيلين كامبيون في كولز آيلاند ‏، نيو برونزويك، وعاشت هناك حتى انتقلت إلى أونتاريو لأسباب تتعلق بالعمل في حوالي سن العشرين. كانت قد حضرت دروس الدعم المنزلي في كلية مجتمعية لمدة عام واحد. كتبت كريستي بلاتشفورد من ذا جلوب اند ميل [الإنجليزية] أنها كانت تعيش «طفولة طبيعية بدرجة كافية». ذهبت إلى أونتاريو للعمل مربية أطفال وكان لديها وظائف أخرى.
عاشت الين وزوجها السابق ليو كامبيون، الذي التقت به في عام 2000، في برادفورد، أونتاريو . تطلق الطرفان وخرج ليو من المنزل.  الضحيتان، سيرينا وصوفيا، كانا يبلغان من العمر ثلاث سنوات وتسعة عشر شهرًا على التوالي وقت وفاتهما.
في وقت وقوع الحادث، كانت كامبيون تعيش مع أطفالها في شقق كولتر جلين في شمال باري. كتب بلاتشفورد أن ليو وإلين كامبيون «كانا متورطين في معركة سيئة بشأن الطلاق والحضانة.». اتهم ليو كامبيون إيلين بمنح الفتيات ظروفًا دون المستوى المطلوب في شقتها وطلب من السلطات السماح له بمزيد من التواصل مع الأطفال وعَيّن محامي أطفال قبل حوالي أسبوع من الوفاة. ذكر ليو أنه كان لدى الأم «انهيار في الصحة العقلية».
في 2 أكتوبر / تشرين الأول 2006، قتلت كامبيون الفتيات بغمرهن في حوض الاستحمام في منزلهن. صوّرت مقطع فيديو موجهاً إلى زوجها السابق بشرائح قبل وبعد وفاة بناتها. ووصفت جيسيكا أوين من ميديا فيلاج ‏ الفيديو بأنه «طويل».  عندما انتهى الإغراق، ألبستهم كامبيون بيجاما ومجوهرات، ووضعتهم على سرير، وحاولت الانتحار.

## الادعاء والنتائج
وجهت لها سلطات أونتاريو تهمتين بالقتل من الدرجة الأولى. عملت ماري كريمر محاميةً لكامبيون.
استغرقت المحاكمة سبعة أسابيع. جادل محامي كامبيون بأنها غير مذنبة بسبب الجنون. لم يجادلوا في أنها قتلت الفتيات.  أدينت في 15 نوفمبر 2010.  قررت هيئة المحلفين أنها مذنبة لأنها كانت تعلم أن القتل كان خطأ، بصرف النظرعن وجود أي مرض عقلي.  حُكم على كامبيون بالسجن المؤبد مع مدة لا تقل عن 25 عامًا. قرأ ليو كامبيون بيان الأثر للضحية ‏.
قدمت كامبيون طعونًا ضد إدانتها في عام 2010.  في عام 2015 رُفض بعضها. في عام 2019، سمح مجلس الإفراج المشروط الكندي لها بالغياب عن السجن مع المرافقة.